# Miguel Ángel Rubiano
Miguel Ángel Rubiano Chávez (ur. 3 października 1984 w Bogocie) – kolumbijski kolarz szosowy.
Specjalizuje się w jeździe po górach.

## Najważniejsze osiągnięcia
- 2008
  - 1. miejsce na 1. etapie Tour of Slovakia
- 2011
  - 1. miejsce na 3. etapie Tour of Slovakia
  - 1. miejsce w Tour de Hokkaido
    - 1. miejsce na 4. etapie
- 2012
  - 1. miejsce na 6. etapie Giro d’Italia
    - lider klasyfikacji górskiej (etapy 6-11)
- 2013
  - 3. miejsce w Settimana Internazionale di Coppi e Bartali
- 2014
  - 3. miejsce w Giro dell’Appennino